# Odorrana trankieni
Odorrana trankieni е вид земноводно от семейство Водни жаби (Ranidae).

## Разпространение
Видът е разпространен във Виетнам.